# Blanzac-lès-Matha
Blanzac-lès-Matha är en kommun i departementet Charente-Maritime i regionen Nouvelle-Aquitaine i västra Frankrike. Kommunen ligger  i kantonen Matha som ligger i arrondissementet Saint-Jean-d'Angély. År 2022 hade Blanzac-lès-Matha 330 invånare.

## Befolkningsutveckling
Antalet invånare i kommunen Blanzac-lès-Matha
Referens:INSEE